# Europäisches Olympisches Winter-Jugendfestival 2025/Eiskunstlauf
Beim Europäischen Olympischen Winter-Jugendfestival 2025 wurden zwei Wettbewerbe im Eiskunstlauf ausgetragen. Ausgetragen wurden die Wettkämpfe in der Batumi Ice Arena.

## Bilanz

### Medaillenspiegel
| Platz  | Land     | Gold | Silber | Bronze | Gesamt |
| ------ | -------- | ---- | ------ | ------ | ------ |
| 1      | Georgien | 1    | –      | –      | 1      |
| 1      | Ukraine  | 1    | –      | –      | 1      |
| 3      | Estland  | –    | 2      | –      | 2      |
| 4      | Schweiz  | –    | –      | 2      | 2      |
| Gesamt | Gesamt   | 2    | 2      | 2      | 6      |

### Medaillengewinner
| Disziplin      | Gold            | Silber             | Bronze               |
| -------------- | --------------- | ------------------ | -------------------- |
| Jungen Einzel  | Jehor Kurzew    | Vladislav Churakov | Gion Schmid          |
| Mädchen Einzel | Inga Gurgenidse | Elina Goidina      | Leandra Tzimpoukakis |